# Вишньовка (Новосибірська область)
Вишньовка (рос. Вишнёвка) — присілок у Купинському районі Новосибірської області Російської Федерації.
Входить до складу муніципального утворення Вишньовська сільрада. Населення становить 278 осіб (2010).

## Історія
Згідно із законом від 2 червня 2004 року органом місцевого самоврядування є Вишньовська сільрада.

## Населення
| 2002 | 2007 | 2010 |
| ---- | ---- | ---- |
| 307  | ↘303 | ↘278 |